# Cal Dodd
Cal Dodd (även omnämnd Cathal J. Dodd), född 23 november 1956, är en irländsk skådespelare.
Dodd har bland annat spelat rösten till Wolverine i ett flertal animerade produktioner såsom i exempelvis TV-serierna X-Men '97 och X-Men.

## Filmografi (i urval)
- 1992–1997 – X-Men (TV-serie)
- 2024 – X-Men '97 (TV-serie)